# 10958 Mont Blanc
För andra betydelser, se Mont Blanc (olika betydelser).
10958 Mont Blanc eller 6188 P-L är en asteroid i huvudbältet som upptäcktes den 24 september 1960 av den nederländsk-amerikanske astronomen Tom Gehrels och det nederländska astronomparet Ingrid van Houten-Groeneveld och Cornelis Johannes van Houten vid Palomarobservatoriet. Den är uppkallad efter Europas näst högsta berg Mont Blanc.
Asteroiden har en diameter på ungefär 5 kilometer.